# Charlie Peacock
Charles William Ashworth (10 de agosto de 1956) melhor conhecido pelo nome artístico Charlie Peacock é um cantautor americano, pianista, produtor musical, músico de sessão e autor. Os álbuns dele inclui gravações de jazz instrumental como Love Press Ex-Curio e Arc of the Circle e o último projeto vocal dele em 2012, No Man's Land. Peacock vem fazendo parte de um criativo time de canções e álbuns de sucesso incluindo "Every Heartbeat" de 1991 de Amy Grant, do Switchfoot com "Dare You to Move" em 2003 e ambos os álbuns de estúdio do The Civil Wars—certificados em discos de ouro Barton Hollow (2011) e o auto-intitulado follow-up (2013) no qual estreou em primeiro lugar no gráfico de vendas de álbuns da Billboard 200.

## Discografia
- 1982: No Magazines (VAVAVA Records)
- 1984: Lie Down in the Grass (Exit Records)
- 1985: Lie Down in the Grass (A&M Records). "Watching Eternity" e "Human Condition" featured on the 1984 release, were removed and replaced by "Young in Heart" e "Love Doesn't Get Better."
- Charlie Peacock (1986, Island Records/Exit Records)
- West Coast Diaries: Vol. 1 (1988, Jamz Ltd)
- West Coast Diaries: Vol. 2 (1989, Jamz Ltd)
- West Coast Diaries: Vol. 3 (1989, Jamz Ltd)
- The Secret of Time (1990, Sparrow Records)
- Love Life (1991, Sparrow Records)
- West Coast Diaries: Vol. 1–3 (1991, Sparrow Records)
- Everything That's On My Mind (1994, Sparrow Records)
- Strangelanguage (1996, re:think/EMI)
- In the Light: The Very Best of Charlie Peacock (1996, re:think/EMI)
- Live In the Netherlands (1998, CP Collector Series)
- Last Vestiges of Honor (1998, CP Collector Series). Recorded by The Charlie Peacock Group in 1981 (a 12" single of two songs was released in California and Japan in 1981).
- Kingdom Come (1999, re:think/EMI CMG)
- Full Circle (2004,  Sparrow Records)
- Love Press Ex-Curio (2005, Runway Network/Emergent/RED)
- Arc of the Circle (2008[7] Runway Network) – with Jeff Coffin
- No Man's Land (2012)[7]
- Lemonade (2014) (Twenty Ten Music)[8]

## Livros e publicações
- At the Crossroads. Revised and Expanded Edition. With Molly Nicholas. (Colorado Springs, CO: Shaw at Waterbrook Press/Random House, 2004). ISBN 978-0-87788-128-5
- New Way to Be Human: A Provocative Look at What It Means to Follow Jesus (Colorado Springs, CO: Shaw at Waterbrook Press/Random House, 2004). ISBN 978-0-87788-071-4
- At the Crossroads (Nashville, TN: Broadman & Holman Publishers, 1999).

## References
1. ↑  Tremml, Brian.
2. ↑  Flood, Laura (September 13, 2012)."
3. ↑  Caulfield, Keith (August 14, 2013).
4. ↑  Administrator (March 31, 2008).
5. ↑  Stiernberg, Bonnie (December 2, 2010).
6. ↑  Jenkins, Todd S. (June 23, 2006).
7. 1 2  Charlie Peacock Discography.
8. ↑  Grammy Award-Winning Record Producer Charlie Peacock Releases New Improvisational Jazz Album, LEMONADE, Available January 7th, 2014.